# Loisy-sur-Marne
Loisy-sur-Marne  là một xã thuộc tỉnh Marne trong vùng Grand Est đông nam nước Pháp. Xã này nằm ở khu vực có độ cao trung bình 98 mét trên mực nước biển.